# Smokovci
Smokovci (cyr. Смоковци) – wieś w Czarnogórze, w gminie Cetynia. W 2003 roku pozostawała niezamieszkana.